# Усенко, Иван Романович
Иван Романович Усенко (24 января 1924, Тишковка, Одесская губерния — 9 марта 1998, Кировоград) — командир пулемётного расчёта 294-го гвардейского стрелкового полка 97-й гвардейской стрелковой дивизии 5-й гвардейской армии 1-го Украинского фронта, гвардии младший сержант. Герой Советского Союза.

## Биография
Родился 24 января 1924 года в селе Тишковка, ныне Кировоградской области. Украинец. Член КПСС с 1959 года. Окончил шесть классов неполной средней школы. Работал в колхозе.
В 1944 году призван в ряды Красной Армии. В боях Великой Отечественной войны с апреля 1944 года. Воевал на 1-м Украинском фронте.
Командир пулемётного расчёта 294-го гвардейского стрелкового полка гвардии младший сержант И. Р. Усенко со своим расчётом в числе первых преодолел Одер у местечка Одер-Штейне, западнее города Вроцлав на территории Польши. 25-27 января 1945 года умело сражался на захваченном плацдарме, участвуя в отражении контратак противника.
Указом Президиума Верховного Совета СССР от 27 июня 1945 года за мужество и героизм, проявленные при форсировании Одера и удержании плацдарма на его западном берегу, гвардии младшему лейтенанту Ивану Романовичу Усенко присвоено звание Героя Советского Союза с вручением ордена Ленина и медали «Золотая Звезда».
После окончания Великой Отечественной войны продолжал службу в армии. В 1950 году окончил курсы офицеров интендантской службы, в 1954 году — Высшую офицерскую интендантскую школу.
С 1969 года гвардии майор И. Р. Усенко — в запасе. Жил в Кировограде. Работал контролёром ОТК завода тракторных агрегатов.
Скончался в 1998 году. Похоронен на территории Пантеона Вечной Славы внутри Крепости Святой Елисаветы.

## Награды
Награждён орденом Ленина, орденом Отечественной войны 1-й степени, медалями.